# Parafia św. Sebastiana w Yerondze
Parafia św. Sebastiana w Yerondze – parafia rzymskokatolicka, należąca do archidiecezji Brisbane.
Przy parafii funkcjonuje katolicka szkoła podstawowa św. Sebastiana.